# (216433) Milianleo
(216433) Milianleo est un astéroïde de la ceinture principale.

## Description
(216433) Milianleo est un astéroïde de la ceinture principale. Il fut découvert le 19 février 2009 à Tzec Maun par Erwin Schwab. Il présente une orbite caractérisée par un demi-grand axe de 2,74 UA, une excentricité de 0,13 et une inclinaison de 3,4° par rapport à l'écliptique.

## Compléments